# Весёлая коза (фестиваль)
Весёлая коза — всероссийский фестиваль театральных капустников, проходящий один раз в два года в Нижнем Новгороде.

## Символ
Владимир Гиляровский в рассказе «Под "Весёлой козой"» (Друзья и встречи. — М., 1934) писал:

«Весёлой козой называли нижегородский герб: красный олень с закинутыми на спину рогами и как-то весело приподнятой передней ногой. Местные жители рисовали оленя по-разному, и везде он вызывал улыбку у зрителя: «Ве-е-сёлая коза»

## История
В 1993 году в Нижнем Новгороде впервые был проведён всероссийский фестиваль театральных капустников, идейными вдохновителями которого стали Народный артист РФ, председатель Нижегородского отделения Союза театральных деятелей РФ Владимир Вихров и заместитель председателя Нижегородского отделения Союза театральных деятелей РФ Галина Сорокина. Уже на следующий год фестиваль получил название «Весёлая коза» и символ — изображение хитро улыбающейся козы. По словам организаторов задачами фестиваля являются общение театральных деятелей и раскрытие новых возможностей молодых актёров. В состав жюри фестиваля входят известные театральные деятели и писатели: Маргарита Эскина, Аркадий Инин, Виктор Шендерович, Владимир Иванов, Вадим Жук и Александр Урес, Александр Ширвиндт. В фестивале принимают участие театральные труппы из разных городов России и Ближнего Зарубежья.
Одной из традиций фестиваля является поездка лауреатов фестиваля на теплоходе Волжского пароходства по Волге и по каналам в бассейны других рек России и выступления с гала-концертами в городах по маршруту следования.
В 2005 году в Нижнем Новгороде на Театральной площади была установлена скульптура «Весёлая коза».